# マルシャ・MR03
マルシャ・MR03 (Marussia MR03) は、マルシャF1チームが2014年のF1世界選手権参戦用に開発したフォーミュラ1カー。
2015年もマルシャ・MR03B (Marussia MR03B) として出走した。

## 概要

### MR03
エンジンがコスワースの撤退によりフェラーリに変更。ドライバーは継続してジュール・ビアンキとマックス・チルトン。

この年も相変わらずテールエンダーをケータハムと争ったが、早さではケータハムを上回っており性能差を見せつけていた。信頼性は前年まで同様に高く、リタイアは欠場まででわずか5回と高い完走率を誇った。
ビアンキはモナコGPにて9位入賞を果たし、チーム共に初入賞・初のポイント獲得。チルトンは開幕から6戦連続完走し変わらない安定感を見せていたが、カナダGPにてチームメイト同士で接触。チルトンのデビューからの連続完走記録は25戦でストップしてしまった。それでもそれ以降はリタイアを2回にとどめ、ビアンキと共に完走を繰り返した。

ところが、豪雨の中行われた日本GPにてビアンキが大クラッシュ、意識不明に陥ってしまう。ビアンキはその後意識を取り戻すことなく翌年7月17日に死去。次戦のロシアGPはチルトン1台のみで参戦したが、それと前後してチームの資金難が深刻化したためこれを最後に残りのグランプリを欠場することになってしまった。
しかしながらザウバーとケータハムがノーポイントでシーズンを終えたため、コンストラクターズランキング9位を獲得。ビアンキのモナコでのポイント獲得により初めて古参チームを上回った。

### MR03B
資金難とチーム体制変更のため2015年も、レギュレーションに合わせた改定を行いMR03Bとして引き続き出走。
エンジンはフェラーリの2014年スペックを使用。ドライバーは前年アブダビGPにてケータハムからデビューしたウィル・スティーブンスと新人ロベルト・メリを起用する。メリは持ち込みスポンサー無しながらも経験と将来性を買われての参戦となったが、1シーズン全戦の契約では無かった為、シンガポールGP以降の7戦中5戦はアレクサンダー・ロッシがシートを手にした。
このマシンはシーズンオフの開発が殆どなされていないこともあり、絶対的性能で他車に圧倒的に劣っていた。オーストラリアGPではエンジンを始動できず欠場。マレーシアGPではトラブルによりメリのみ出走、しかも予選は107%ルールに抵触と前途多難なスタートとなった。その後は予選は通過するものの、ライバルのケータハムが撤退したこともありシーズンを通して単独バックマーカーに徹し、ポイント獲得の可能性すら見えずノーポイントの最下位で終えた。しかし翌年もチームはエントリー出来る体制であり、翌年の性能向上が期待される。

## 記録
| 年   | No. | ドライバー     | 1   | 2   | 3   | 4   | 5   | 6   | 7   | 8   | 9   | 10  | 11  | 12  | 13  | 14  | 15  | 16  | 17  | 18  | 19  | ポイント | ランキング |
| ---- | --- | -------------- | --- | --- | --- | --- | --- | --- | --- | --- | --- | --- | --- | --- | --- | --- | --- | --- | --- | --- | --- | -------- | ---------- |
| 2014 |     |                | AUS | MAL | BHR | CHN | ESP | MON | CAN | AUT | GBR | GER | HUN | BEL | ITA | SIN | JPN | RUS | USA | BRA | ABU | 2        | 9位        |
| 2014 | 4   | チルトン       | 13  | 15  | 13  | 19  | 19  | 14  | Ret | 17  | 16  | 17  | 16  | 16  | Ret | 17  | 18  | Ret |     |     |     | 2        | 9位        |
| 2014 | 17  | ビアンキ       | NC  | Ret | 16  | 17  | 18  | 9   | Ret | 15  | 14  | 15  | 15  | 18† | 18  | 16  | 20† |     |     |     |     | 2        | 9位        |
| 2015 |     |                | AUS | MAL | CHN | BHR | ESP | MON | CAN | AUT | GBR | HUN | BEL | ITA | SIN | JPN | RUS | USA | MEX | BRA | ABU | 0        | 10位       |
| 2015 | 28  | スティーブンス | DNP | DNS | 15  | 16  | 17  | 17  | 17  | Ret | 13  | 16† | 16  | 15  | 15  | 19  | 14  | Ret | 16  | 17  | 18  | 0        | 10位       |
| 2015 | 98  | メリ           | DNP | 15  | 16  | 17  | 18  | 16  | Ret | 14  | 12  | 15  | 15  | 16  |     |     | 13  |     |     |     | 19  | 0        | 10位       |
| 2015 | 53  | ロッシ         |     |     |     |     |     |     |     |     |     |     |     |     | 14  | 18  |     | 12  | 15  | 18  |     | 0        | 10位       |

- 太字はポールポジション、斜字はファステストラップ。† 印はリタイアだが、90%以上の距離を走行したため規定により完走扱い。(key)